# I Grande Prêmio Automobilístico Getúlio Vargas
O I Grande Prêmio Automobilístico Getúlio Vargas foi uma prova automobilística de longo percurso que aconteceu no ano de 1941 no Brasil.
O evento consistiu em 3.371 quilômetros através de estradas –em precárias e também boas condições- nos estados do Rio de Janeiro, Minas Gerais, Goiás, São Paulo e terminado no ponto de partida, a cidade Rio de Janeiro. Foram sete etapas em sete dias de árdua competição entre 22 de junho de 1941, até o dia 29 com folga para os concorrentes na quarta-feira, dia 25 de junho.

## História
No ano de 1941, com a Europa imersa na Segunda Guerra Mundial, os fanáticos pelas competições automobilísticas ficavam apenas com o cenário da América do Sul, livre de ser front de batalha, para praticar sua paixão pelos velozes carros de corrida.
Neste ano, o Brasil já tinha um Grande Prêmio famoso (o Grande Prêmio Cidade do Rio de Janeiro), no Rio de Janeiro. No entanto, faltava uma prova de resistência, tal como a francesa Le Mans ou a desafiadora Mille Miglia italiana, além do pioneiro Rally de Monte Carlo. Pensando nesse último, a ditadura Vargas resolve criar uma prova assim, colocando o nome de Getúlio.

## As Etapas

### Etapa 1 – Rio de Janeiro - Belo Horizonte (541 Km.) - 22/06/1941
| Posição | Nº | Piloto                | Carro            | Hora Saída | Hora chegada | Tempo de prova | Média (km/h) | Diferença |
| ------- | -- | --------------------- | ---------------- | ---------- | ------------ | -------------- | ------------ | --------- |
| 1º      | 32 | Oscar Galvez          | Ford V8 3662cc   | 09:27      | 15h57'00"    | 6h30'24"       | 83,179       |           |
| 2º      | 30 | Juan Manuel Fangio    | Chevrolet 3548cc | 09:41      | 16h14'02"    | 6h33'00"       | 82,595       | -2        |
| 3º      | 40 | Jorge Mantero         | Ford V8 3662cc   | 09:09      | 16h12'06"    | 7h03'00"       | 76,738       | -4        |
| 4º      | 74 | Carlos Frias          | Hudson 4445cc    | 09:37      | 16h41'04     | 7h04'00"       | 76,557       |           |
| 5º      | 46 | Iberê Correa          | Ford V8 3662cc   | 09:35      | 16h52'01"    | 7h17'00"       | 74,279       | -2        |
| 6º      | 6  | Julio Vieira          | Ford V8 3662cc   | 09:15      | 16h33'00"    | 7h18'00"       | 74,110       | 2         |
| 7º      | 66 | Angelo Gonçalves      | Ford V8 3662cc   | 09:13      | 16h42'08"    | 7h29'00"       | 72,294       | 2         |
| 8º      | 76 | Fioravante Triavolino | Ford V8 3662cc   | 09:21      | 16h52’00”    | 7h31'00"       | 71,973       | -17       |
| 9º      | 52 | Luigi Bianco          | Fiat 1484cc      | 09:24      | 16h55'00"    | 7h31'00"       | 71,973       |           |
| 10º     | 38 | José Puggi            | Hudson           | 09:21      | 16h55'00"    | 7h34'00"       | 69,957       | -9        |

### Etapa 2 - Belo Horizonte – Uberaba (606 Km.) - 23/06/1941
| Posição | Nº | Piloto                    | Carro            | Hora chegada | Tempo de prova | Média (km/h) |
| ------- | -- | ------------------------- | ---------------- | ------------ | -------------- | ------------ |
| 1º      | 32 | Oscar Galvez              | Ford V8 3662cc   | 13h08’00”    | 6h30’40”08     | 93,071       |
| 2º      | 30 | Juan Manuel Fangio        | Chevrolet 3548cc | 13h16’05’    | 6h38’45”04     | 91,185       |
| 3º      | 40 | Jorge Mantero             | Ford V8 3662cc   | 13h38’20”    | 7h01’00”04     | 86,366       |
| 4º      | 6  | Julio Vieira              | FordV8 3662cc    | 14h16’10”    | 7h38’50”00     | 79,244       |
| 5º      | 66 | Ângelo Gonçalves          | Ford V8 3662cc   | 14h33'42”    | 7h56’22”08     | 76,328       |
| 6º      | 50 | Amaral “Jaburu” Junior    | Ford V8 3662 cc  | 14h37’50”    | 8h00’30”00     | 75,671       |
| 7º      | 36 | Salvador M. Pereira       | Willys           | 14h41’57”    | 8h04’37”00     | 75,028       |
| 8º      | 26 | João Mendes de Magalhães  | Ford V8 3662cc   | 15h05’52”    | 8h28’32”08     | 71,500       |
| 9º      | 20 | José Amadeo Lugeri        | Chevrolet 3548cc | 15h16’55”    | 8h39’35”00     | 69,979       |
| 10º     | 72 | José Octacílio Rocha      | Ford V8 3662cc   | 15h32’49”    | 8h55’29”00     | 67,901       |
| 11º     | 42 | Joaquim Sant'Anna Gomes   | Mercury          | 15h34’20”    | 8h57’00”08     | 67,709       |
| 12º     | 10 | George Azevedo Macedo     | Hotckiss         | 15h38’05”    | 9h00’45”00     | 67,240       |
| 13º     | 18 | José Bernardo             | Ford V8 3662cc   | 15h43’08”    | 9h05’48”00     | 66,618       |
| 14º     | 16 | Carlos MacDowell da Costa | Willys           | 16h06’48”    | 9h29’28”00     | 63,849       |
| 15º     | 4  | Eduardo de Oliveira       | Ford V8 3662cc   | 16h19’49”    | 9h42’29”00     | 62,422       |
| 16º     | 52 | Luigi Bianco              | Fiat 1484cc      | 17h58’20”    | 11h21’00”00    | 53,392       |
| 17º     | 22 | Antonio Felix Filho       | Ford V8 3662cc   | 18h04’20”    | 11h27’00”00    | 52,926       |
| 18º     | 58 | Armando Sartorelli        | Ford V8 3662 cc  | 18h08’50”    | 11h31’30”00    | 52,581       |
| 19º     | 64 | Jose Santos Soeiro        | Ford V8 3662 cc  | 18h23’37     | 11h46’17”00    | 51,481       |

- Nota: Os 4 últimos colocados tiveram problemas nos seus carros e por isso chegaram com mais de cinco horas de diferença pro 1ºcolocado.

### Etapa 3: Uberaba – Goiânia (547 Km.) – Terça-Feira, 24 de junho de 1941.
| Posição | Nº | Piloto                   | Carro            | Hora Saída | Hora Chegada | Tempo de prova | Média (km/h) |
| ------- | -- | ------------------------ | ---------------- | ---------- | ------------ | -------------- | ------------ |
| 1º      | 30 | Juan Manuel Fangio       | Chevrolet 3548cc | 08h01’     | 14h11’02”06  | 6h12'02"06     | 88,216       |
| 2º      | 32 | Oscar Galvez             | Ford V8 3662cc   | 08h00’     | 14h25’28”00  | 6h25’28”00     | 85,144       |
| 3º      | 40 | Jorge Mantero            | Ford V8 3662cc   | 08h02’     | 14h35’25”06  | 6h33’25”06     | 83,421       |
| 4º      | 46 | Iberê Correa             | Ford V8 3662 cc  | 08:05’     |              |                |              |
| 5º      | 66 | Ângelo Gonçalves         | Ford V83662cc    | 08:04’     | 15h33’18”00  | 7h29’18”00     | 73,047       |
| 6º      | 20 | José Amadeo Lugeri       | Chevrolet 3548cc | 08:08’     |              |                |              |
| 7º      | 36 | Salvador M. Pereira      | Willys           | 08:06’     |              |                |              |
| 8º      | 6  | Julio Vieira             | Ford V8 3662cc   | 08:03’     | 16h31'20"00  | 8h28’20”00     | 64,564       |
| 9º      | 4  | Eduardo de Oliveira      | Ford V8 3662cc   | 08:14’     |              |                |              |
| 10º     | 58 | Armando Sartorelli       | Ford V8 3662 cc  | 08:17’     |              |                |              |
| 11º     | 18 | José Bernardo            | Ford V8 3662cc   | 08:12’     |              |                |              |
| 12º     | 64 | Jose Santos Soeiro       | Ford V8 3662 cc  | 08:18’     |              |                |              |
| 13º     | 42 | Joaquim Sant'Anna Gomes  | Mercury          | 08:10’     |              |                |              |
| 14ª     | 26 | João Mendes de Magalhães | Ford V83662cc    |            |              |                |              |
| 15º     | 22 | Antonio Felix Filho      | Ford V8 3662cc   | 08:16’     |              |                |              |

### Etapa 4 - Goiânia Barretos (592 Km.) – 26/06/1941
| Posição | Nº | Piloto                   | Carro            | Hora Saída | Hora Chegada | Tempo de prova | Média (km/h) |
| ------- | -- | ------------------------ | ---------------- | ---------- | ------------ | -------------- | ------------ |
| 1º      | 30 | Juan Manuel Fangio       | Chevrolet 3548cc | 07h40’     | 14h15’19”    | 6h35'19"00     | 89,852       |
| 2º      | 32 | Oscar Galvez             | Ford V8 3662cc   | 07h41’     | 14h32’37”    | 6h51’37”00     | 86,294       |
| 3º      | 46 | Iberê Correa             | Ford V8 3662 cc  | 07h43’     | 14h38’16”    | 6h55’16”00     | 85,535       |
| 4º      | 6  | Julio Vieira             | Ford V8 3662cc   | 07h47’     | 15h14'26"    | 7h27’26”00     | 79,386       |
| 5º      | 4  | Eduardo de Oliveira      | Ford V8 3662cc   | 07h48’     | 15h50'48"    | 8h02’48”00     | 73,571       |
| 6º      | 20 | José Amadeo Lugeri       | Chevrolet 3548cc | 07h45’     | 16h20’06”    | 8h35’06”00     | 68,957       |
| 7º      | 26 | João Mendes de Magalhães | Ford V8 3662cc   | 07h53’     | 16h20’06”    | 8h27’06”00     | 70,045       |
| 8º      | 58 | Armando Sartorelli       | Ford V8 3662 cc  | 07h49’     | 16h37’58”    | 8h48’58”00     | 67,150       |
| 9º      | 18 | José Bernardo            | Ford V8 3662cc   | 07h50’     | 17h14’22”    | 9h24’22”00     | 62,938       |
| 10º     | 66 | Ângelo Gonçalves         | Ford V8 3662cc   | 07h44’     | 17h13’21”    | 9h29’21”23     | 62,387       |

### Etapa 5 - Barretos – Poços de Caldas (512 Km.) – 27/06/1941
| Posição | Nº | Piloto              | Carro            | Hora Saída | Hora Chegada | Tempo de prova | Média (km/h) |
| ------- | -- | ------------------- | ---------------- | ---------- | ------------ | -------------- | ------------ |
| 1º      | 30 | Juan Manuel Fangio  | Chevrolet 3548cc | 08h00’     | 13h04’12”    | 5h04'12"       | 100,986      |
| 2º      | 32 | Oscar Galvez        | Ford V8 3662cc   | 08h01’     | 13h14’40”    | 5h13’40”       | 97,938       |
| 3º      | 6  | Julio Vieira        | Ford V8 3662cc   | 08h03’     | 13h24'17"    | 5h21’17”       | 95,617       |
| 4º      | 40 | Jorge Mantero       | Ford V8 3662cc   | 08h14’     | 13h40’13”    | 5h26’13”       | 94,171       |
| 5º      | 20 | José Amadeo Lugeri  | Chevrolet 3548cc | 08h05’     | 14h11’15”    | 6h06’15”       | 83,877       |
| 6º      | 22 | Antonio Felix Filho | Ford V8 3662cc   | 08h12’     | 14h16’00”    | 6h04’00”       | 84,396       |
| 7º      | 66 | Ângelo Gonçalves    | Ford V8 3662cc   | 08h09’     | 14h20’45”    | 6h11’45”       | 82,636       |
| 8º      | 56 | Mário Baiocchi      | Lincoln          | 08h10’     | 14h22’00”    | 6h12’00”       | 82,581       |
| 9º      | 18 | José Bernardo       | Ford V8 3662cc   | 08h08’     | 14h42’22”    | 6h34’22”       | 77,897       |
| 10º     | 58 | Armando Sartorelli  | Ford V8 3662 cc  | 08h07’     | 14h51’36”    | 6h44’36”       | 75,927       |

### Etapa 6 - Poços de Caldas – São Paulo (490 Km.) – 27/06/1941
| Posição | Nº | Piloto                   | Carro            | Hora Saída  | Hora Chegada | Tempo de prova | Média (km/h) |
| ------- | -- | ------------------------ | ---------------- | ----------- | ------------ | -------------- | ------------ |
| 1º      | 6  | Julio Vieira             | Ford V8 3662cc   | 09h17'      | 14h36'04"00  | 5h19'04"       | 92,144       |
| 2º      | 40 | Jorge Mantero            | Ford V8 3662cc   | 09h18'      | 14h41'17"04  | 5h23'17"04     | 90,942       |
| 3º      | 58 | Armando Sartorelli       | Ford V8 3662cc   | 09h24'      | 14h48'21"00  | 5h24'21"       | 90,643       |
| 4º      | 64 | José Santos Soeiro       | Ford V8 3662cc   | 09h25'      | 15h04'19"00  | 5h39'19"       | 86,645       |
| 5º      | 18 | José Bernardo            | Ford V8 3662cc   | 09h23'      | 15h04'57"06  | 5h41'57"06     | 85,977       |
| 6º      | 20 | José Luggeri             | Chevrolet 3548cc | 09h19'      | 15h10'40"00  | 5h51'40"       | 83,602       |
| Desc    | 26 | João Mendes de Magalhães | Ford V8 3662cc   | 15h22'30"04 |              |                |              |
| 8º      | 56 | Mário Baiocchi           | Lincoln          | 15h25'08"04 |              |                |              |
| 9º      | 66 | Angelo Gonçalves         | Ford V8 3662 cc  | 09h21'      | 15h27'59"45  | 6h06'59"45     | 80,111       |
| 10º     | 4  | Eduardo de Oliveira      | Ford V8 3662 cc  | 09h27'      | 15h33'13"06  | 6h06'13"06     | 80,280       |

### Etapa 7 - São Paulo – Rio de Janeiro (443 Km.) - 28/06/1941
| Posição | Nº | Piloto                   | Carro            | Hora Saída | Hora Chegada | Tempo de prova | Média (km/h) |
| ------- | -- | ------------------------ | ---------------- | ---------- | ------------ | -------------- | ------------ |
| 1º      | 32 | Oscar Galvez             | Ford V8 3662cc   | 09h17'     | 14h20'22"00  | 5h03'22”00     | 87,617       |
| 2º      | 30 | Juan Manuel Fangio       | Chevrolet 3548cc | 09h16'     | 14h26'51"06  | 5h10'51”06     | 85,507       |
| 3º      | 58 | Armando Sartorelli       | Ford V8 3662cc   | 09h07'     | 14h28'12"00  | 5h21'12"00     | 82,752       |
| 4º      | 40 | Jorge Mantero            | Ford V8 3662cc   | 09h06'     | 14h33'00"04  | 5h27'00”00     | 81,260       |
| 5º      | 6  | Julio Vieira             | Ford V8 3662cc   | 09h05'     | 14h47'14"06  | 5h42'14"06     | 77,666       |
| 6º      | 66 | Angelo Gonçalves         | Ford V8 3662 cc  | 09h13'     | 15h09'13"24  | 5h56'13"24     | 74,617       |
| 7º      | 20 | José Luggeri             | Chevrolet 3548cc | 09h10'     | 15h15'12"00  | 6h05'12"00     | 72,782       |
| 8º      | 56 | Mário Baiocchi           | Lincoln          | 09h12'     | 15h41'21"00  | 6h29'21"00     | 68,268       |
| 9º      | 26 | João Mendes de Magalhães | Ford V8 3662cc   | 09h11'     | 15h54'22"00  | 6h43'22”00     | 65,895       |
| 10º     | 4  | Eduardo de Oliveira      | Ford V8 3662 cc  | 09h14'     | 16h06'22"00  | 6h52'22"00     | 64,457       |

## Classificação Final (3.731 Km.)
| Posição | Nº | Piloto              | Carro            | Tempo de prova | Diferença   | Média (km/h) |
| ------- | -- | ------------------- | ---------------- | -------------- | ----------- | ------------ |
| 1º      | 30 | Juan Manuel Fangio  | Chevrolet 3548cc | 43h12'34"06    | -           | 86,347       |
| 2º      | 32 | Oscar Galvez        | Ford V8 3662cc   | 43h55'50"08    | 44’04”96    | 84,929       |
| 3º      | 6  | Julio Vieira        | Ford V8 3662cc   | 47h24'55"02    | 3h30’42”90  | 78,688       |
| 4º      | 66 | Ângelo Gonçalves    | Ford V8 3662cc   | 50h38'59"00    | 3h40’32”43  | 73,663       |
| 5º      | 20 | José Amadeo Luggeri | Chevrolet 3548cc | 50h54'54"08    | 7h47’27”90  | 73,279       |
| 6º      | 4  | Eduardo de Oliveira | Ford V8 3662cc   | 55h33'12"04    | 10h38’57”96 | 67,161       |
| 7º      | 18 | José Bernardo       | Ford V8 3662cc   | 55h45'43"00    | 10h06’48”90 | 66,909       |
| 8º      | 58 | Armando Sartorelli  | Ford V8 3662 cc  | 56h42'02"02    | 13h08’35”92 | 65,802       |